# 추정적 승낙
추정적 승낙은 피해자의 현실적인 승낙은 없었으나 행위당시의 사정에 비추어 볼 때 만약 피해자 혹은 승낙권자가 그 사태를 인식하였더라면 당연히 승낙할 것으로 기대되는 것을 말한다. 이 경우 위법성이 조각된다.

## 예
빈 집에 불이 나자 허락없이 집에 침입하여 불을 끈 경우

## 참고 문헌
- 손동권, 『체계적 형법연습』, 율곡출판사, 2005. (ISBN 8985177915)